# Perang Kota
Perang Kota (Engels: This City Is a Battlefield), in Nederland uitgebracht als Djakarta 1946, is een Indonesische oorlogs-dramafilm uit 2025, geregisseerd door Mouly Surya die ook het script geschreven heeft. Het verhaal is gebaseerd op de roman Jalan Tak Ada Ujung van Mochtar Lubis, uit 1952.

## Verhaal
De film gaat over een verzetsstrijder tijdens de Indonesische Onafhankelijkheidsoorlog die eerder getraumatiseerd is tijdens de Japanse bezetting van Nederlands-Indië.

## Rolverdeling
| Acteur         | Personage |
| -------------- | --------- |
| Chicco Jerikho | Isa       |
| Ariel Tatum    | Fatimah   |
| Jerome Kurnia  | Hazil     |

## Release
De film werd geselecteerd als slotfilm van het International Film Festival Rotterdam op 8 februari 2025.